# Municipio de Zanesville
El municipio de Zanesville (en inglés: Zanesville Township) está ubicado en el condado de Montgomery en el estado estadounidense de Illinois (Estados Unidos).

## Geografía
El municipio de Zanesville se encuentra ubicado en las coordenadas 39°17′55″N 89°38′51″O / 39.29861, -89.64750. Según la Oficina del Censo de los Estados Unidos, tiene una superficie total de 95,47 km², de la cual 94,94 (99,45%) corresponden a tierra firme y 0,53 (0,55%) a agua.

## Demografía
Según el censo de 2010, el municipio de Zanesville estaba habitado por 491 personas y su densidad de población era de 5,14 hab/km². Según su raza, el 98,78% de los habitantes eran blancos, el 0,61% negros o afroamericanos, el 0,2% amerindios o nativos de Alaska, el 0,2% asiáticos, y el 0,2% pertenecían a dos o más razas. Además, del total de la población, el 0,2% eran hispanos o latinos de cualquier raza.